# Кадыров, Анатолий Николаевич
Анатолий Николаевич Кадыров (1921, Тобольск, Тобольский уезд, Тюменская губерния, РСФСР — 19 ноября 1944, Кудиркос-Науместис, Шакяйский уезд, Литовская ССР, СССР) — советский военнослужащий, участник Великой Отечественной войны, полный кавалер ордена Славы, разведчик взвода пешей разведки 1138-го стрелкового полка 338-й стрелковой дивизии, младший сержант — на время представления к награждению орденом Славы 1-й степени.

## Биография
Родился в 1921 году в городе Тобольске Тюменской области. Татарин. В 1930-е годы с родителями переехал в поселок Камешково (ныне — город) Владимирской области. Здесь окончил школу ФЗО при ткацкой фабрике фабрике им. Я. М. Свердлова.
В декабре 1941 года призван в Красную Армию Ковровским райвоенкоматом. На фронте в Великую Отечественную войну с ноября 1942 года. Воевал в полковой разведке на Западном, 3-м Белорусском фронтах.
20 марта 1944 года разведчик взвода пешей разведки красноармеец Кадыров, находясь в тылу врага в районе населенного пункта Замущаны Лиозненского района Витебской области, первым проник в расположение противника, из автомата и гранатами уничтожил немало противников, добыл ценные документы.
Приказом от 2 апреля 1944 года красноармеец Кадыров Анатолий Николаевич награждён орденом Славы 3-й степени.
16 июля 1944 года младший сержант Кадыров в боях близ населенного пункта Мордасы-Соболишки из автомата и гранатами истребил несколько солдат. В этом бою вместе с другими бойцами Кадыров вынес в безопасное место и доставил в медсанбат тяжелораненого командира полка.
Приказом от 21 августа 1944 года младший сержант Кадыров Анатолий Николаевич награждён орденом Славы 2-й степени.
В ночь на 10 сентября 1944 года Кадыров близ населенного пункта Кункое, действуя в группе прикрытия, обеспечил захват «языка» и отход разведчиков в расположение наших подразделений. Из автомата поразил более 10 противников. Был представлен к награждению орденом Славы 1-й степени.
19 ноября 1944 года старший сержант Кадыров погиб в бою. Похоронен на воинском кладбище в городе Кудиркос-Науместис.

## Награды
Указом Президиума Верховного Совета СССР от 24 марта 1945 года за образцовое выполнение заданий командования в боях с немецко-вражескими захватчиками младший сержант Кадыров Анатолий Николаевич награждён орденом Славы 1-й степени. Стал полным кавалером ордена Славы.
Награждён орденами Отечественной войны 2-й степени, Красной Звезды, Славы 3-х степеней, медалью «За отвагу».